# インターテック (認証企業)
インターテック（英: Intertek Group plc）は、イギリス・ロンドンに本拠を置き、試験、検査および認証を行う企業。認証企業として世界大手の一つ。世界各地域に1000以上の事務所と研究所を持ち、各産業分野における検査や試験、公的機関により定められた規格の認証などを行っている。ロンドン証券取引所上場企業（LSE: ITRK）。

## 沿革
1885年、海事検定企業として、Caleb Brettにより設立された。1984年から1987年にかけて、1970年代以降認証企業を続々と買収していたイギリスのInchcape plcによって買収され、同社の一部門であるInchcape Testing Servicesとなっていたが、1996年、ロンドンの投資会社のCharterhouse Capital Partnersによるバイアウトを受け、以前のインターテックを冠した企業名に回帰した。Charterhouse Capital Partnersはのちに株式を放出し、2002年5月、Intertek Groupとしてロンドン証券取引所に上場、BP、ユニリーバ、フォルクスワーゲンなどを顧客に引き入れ、2009年にFTSE100種総合株価指数の構成銘柄となった。2011年、イギリスの同業ムーディー・インターナショナル・グループ（Moody International Group）を買収した。

## 日本法人
インターテックの日本事業は、電気・電子部門、GTS（輸入国政府指定船積前検査）部門、ライフサイエンス部門、カーゴ部門、システム認証部門、工業検査部門から成る。
電気・電子部門は、トーマス・エジソンがアメリカで設立した電気安全試験所に由来するElectrical Testing Laboratoriesとスウェーデンの電気・電子製品認証企業のSEMKOの名称を冠し、2001年1月に設立されたETL SEMKO Japanの後身である。ETLとSEMKOの両社は、本国ではインターテックのInchcape plc時代に買収されたが、ETL SEMKO Japanは2007年に「インターテックジャパン株式会社」へと社名変更を行い現在に至っている。電気・電子部門を行うインターテックジャパン株式会社は、東京（港区海岸）に事業所を持つ。
システム認証部門は、ムーディー・インターナショナルの日本法人であったムーディー・インターナショナル・サーティフィケーション株式会社（1994年設立）の後身であり、インターテックによるムーディー・インターナショナルの買収後「インターテック・サーティフィケーション株式会社」へ社名変更が行われた。同社は東京（日本橋堀留町）と大阪（淀川区）に事業所を持つ。またGTS部門とカーゴ部門は「インターテックテスティングサーヴィセスジャパン株式会社」の法人名、ライフサイエンス部門は「インターテックヘルスサイエンシズ」の法人名、工業検査部門は「インターテック・インダストリー・サービス・ジャパン株式会社」の法人名となっており、インターテック・サーティフィケーション株式会社と同じ場所に事業所を持っている。